# 糞便潛血
糞便潛血（fecal occult blood，FOB）又稱粪便隐血、糞潛血，是粪便外观无异常改变，却混有不能用肉眼直接观察出来的少量血液。糞潛血不同于其他类型的粪便中出現的血液，如便血。
粪便隐血试验（fecal occult blood test，FOBT）是采用化学方法或免疫方法检测粪便微量隐藏血液的试验。正常为阴性，凡是能引起消化道出血的疾病或损伤均可呈阳性。
此外還有其他的糞便潛血测试，這些測試通過寻找珠蛋白、DNA以及转铁蛋白等其他物質以檢測糞便中是否有潛血，而粪便愈合剂测试則是通過寻找血基質以檢測糞便中是否有潛血。